# Krównia
Krównia (dodatkowa nazwa w j. kaszub. Krówniô) – wieś w Polsce położona w województwie pomorskim, w powiecie chojnickim, w gminie Brusy. 
Wieś oddalona od Brus o 5,9 km, wchodzi w skład sołectwa Wielkie Chełmy.
W latach 1975–1998 miejscowość administracyjnie należała do województwa bydgoskiego.